# Luisia
Luisia (abreviado Lsa) es un género de orquídeas epifitas en la familia Orchidaceae. Contiene 40 especies que se encuentra en los trópicos de Asia, India, China, Malasia, Filipinas, Australia, Polinesia hasta Japón.

## Descripción
Las especies de este género son epífitas erectas o subir con un crecimiento monopodial y con el mismo aspecto vegetativo como cilíndricos (cilíndrica o cónica = y con sección transversal circular) como Vandas. Los tallos agrupados cerca de la base llevan hojas alternas, cilíndricas, conduplicadas en la base del tallo. La inflorescencia axilar, corta y alargada produce flores, varias a la vez. Las flores tienen un aspecto de abeja; la "abeja orquídea" a veces se usa como un nombre para el género. El labelo carnoso es generalmente de color rojo oscuro y no muestra espolón en su base. El labelo es rígido y se compone de dos partes. La parte basal tiene lóbulos laterales cortos y pueden tener almohadillas similares a glándulas. La poco ovada parte apical a veces muestra márgenes dentados.

## Taxonomía
El género fue descrito por Charles Gaudichaud-Beaupré y publicado en Voyage autour du monde, entrepris par ordre du roi,. .. éxécuté sur les corvettes de S. M. l'Uranie et la Physicienne, pendant les années 1817, 1818, 1819 et 1820;. .. Botanique 426. 1829.
Etimología
Luisia: nombre genérico que fue nombrado por Charles Gaudichaud-Beaupré en 1829 en honor de Luis de Torres, Vicegobernador de Guam.

## Especies
- Luisia abrahamii  Vatsala in A.Abraham & P.Vatsala, 1981
- Luisia amesiana  Rolfe, 1893
- Luisia antennifera  Blume, 1849
- Luisia appressifolia Aver., 2000
- Luisia boninensis  Schltr., 1906
- Luisia brachystachys  (Lindl.) Blume, 1849
- Luisia cantharis  Rolfe, 1895
- Luisia celebica Schltr., 1911
- Luisia confusa Rchb.f. in W.G.Walpers, 1863
- Luisia cordata  Fukuy., 1934
- Luisia cordatilabia Ames & Quisumb. (1933, publ. 1934)
- Luisia curtisii Seidenf., 1997
- Luisia filiformis  Hook.f., 1890
- Luisia foxworthii Ames, 1908
- Luisia hancockii Rolfe, 1896
- Luisia javanica  J.J.Sm., 1914
- Luisia jonesii J.J.Sm., 1914
- Luisia longispica  Z.H.Tsi & S.C.Chen, 1994
- Luisia macrantha  Blatt. & McCann, 1932
- Luisia macrotis  Rchb.f.,, 1869
- Luisia magniflora  Z.H.Tsi & S.C.Chen, 1994
- Luisia megasepala  Hayata, 1914
- Luisia microptera  Rchb.f., 1870
- Luisia morsei  Rolfe,, 1903
- Luisia primulina  C.S.P.Parish & Rchb.f.,, 1874
- Luisia psyche  Rchb.f., 1863
- Luisia pulniana  Vatsala in A.Abraham & P.Vatsala, 1981
- Luisia ramosii  Ames, 1911
- Luisia recurva  Seidenf.,, 1971
- Luisia secunda  Seidenf., 1971
- Luisia taurina  J.J.Sm., 1910
- Luisia tenuifolia  Blume, 1849
- Luisia teres  (Thunb.) Blume, 1849
- Luisia thailandica  Seidenf., 1971
- Luisia trichorhiza  (Hook.) Blume, 1849
- Luisia tristis  (G.Forst.) Hook.f., 1890
- Luisia unguiculata  J.J.Sm., 1926
- Luisia volucris  Lindl., 1853
- Luisia zollingeri  Rchb.f. in W.G.Walpers, 1863

## Híbridos Intergenéricos
- x Aeridisia (Aerides x Luisia)
- x Aeridovanisia  (Aerides x Luisia x Vanda)
- x Ascogastisia (Ascocentrum x Gastrochilus x Luisia)
- x Debruyneara  (Ascocentrum x Luisia x Vanda)
- x Dominyara  (Ascocentrum x Luisia x Neofinetia x Rhynchostylis)
- x Gastisia  (Gastrochilus x Luisia)
- x Gastisocalpa  (Gastrochilus x Luisia x Pomatocalpa)
- x Goffara  (Luisia x Rhynchostylis  x Vanda)
- x Luascotia (Ascocentrum x Luisia x Neofinetia)
- x Luicentrum (Ascocentrum x Luisia)
- x Luichilus (Luisia x Sarcochilus)
- x Luinetia  (Luisia x Neofinetia)
- x Luinopsis  (Luisia x Phalaenopsis)
- x Luisanda  (Luisia x Vanda)
- x Luistylis  (Luisia x Rhynchostylis)
- x Luivanetia (Luisia x Neofinetia x Vanda)
- x Pageara  (Ascocentrum x Luisia x Rhynchostylis x Vanda)
- x Pomatisia  (Luisia x Pomatocalpa)
- x Scottara (Aerides x Arachnis x Luisia)
- x Trautara  (Doritis x Luisia x Phalaenopsis)